# Kento Dodate
Kento Dodate (土館 賢人 Dodate Kento?, nacido el 23 de agosto de 1992 en Kanagawa) es un futbolista japonés que se desempeña como centrocampista.

## Trayectoria

### Clubes
| Club           | País  | Año         |
| -------------- | ----- | ----------- |
| Grulla Morioka | Japón | 2016 - 2017 |
| YSCC Yokohama  | Japón | 2018 -      |

## Estadística de carrera

### J. League
| Club           | Año   | J. League | J. League | Copa J. League | Copa J. League | Total | Total |
| Club           | Año   | Part.     | Goles     | Part.          | Goles          | Part. | Goles |
| -------------- | ----- | --------- | --------- | -------------- | -------------- | ----- | ----- |
| Grulla Morioka | 2016  | 5         | 0         | -              | -              | 5     | 0     |
| Grulla Morioka | 2017  | 4         | 0         | -              | -              | 4     | 0     |
| Total          | Total | 9         | 0         | 0              | 0              | 9     | 0     |